# Om Gud vil - stemmer fra Gaza
Om Gud vil - stemmer fra Gaza er en film instrueret af Sonja Vesterholt efter eget manuskript.

## Handling
Denne dokumentarfilm følger den palæstinensiske familie Khalel Aziza, som har boet i en flygtningelejr i Gaza, siden de flygtede fra Jaffa i det nordlige Palæstina i 1948. Umiddelbart efter fredsaftalen i september 1993, som resulterede i palæstinensisk selvstyre i Gaza, besluttede familien at rive deres gamle bolig ned og på samme sted bygge et nyt hus. Vi følger de tre Khalel Aziza-brødre og deres familiers forsøg på at få deres drøm om et bedre liv til at blive til virkelighed. Atmosfæren i Gaza er spændt. Både indre og ydre konflikter truer.